# 金吾堂製菓 presents 能條愛未のパリッとタイム
金吾堂製菓 presents 能條愛未のパリッとタイム（きんごどうせいかプレゼンツ のうじょうあみのパリッとタイム）は、2021年6月7日から2022年5月30日までInterFM897で放送されていた、能條愛未がパーソナリティのラジオ番組である。金吾堂製菓の一社提供。

## 概要
元乃木坂46メンバーで、舞台を中心に活動する能條愛未の初の冠番組。パートナーの美麗は、元宝塚歌劇団月組男役。「仲良し」2人のトークを中心に、リスナーからのお便り紹介、曲紹介などで構成。「ふわっとしたテーマからパリッとトークを広げる」がコンセプト。

## コーナー
リスナーからの曲リクエスト・お便り紹介 - ラジオネームのことを「パリッとネーム」と呼称する。
ミニミニラジオ・ドラマ - 出演者2人によるドラマ仕立てで曲紹介。
これがこれでこれなんだトーク - 対象を明示しないトークで、最後の種明かしまで何についての話なのか分からない。
今週のお煎餅 - 出演者2人が咀嚼音を聞かせる。

## 出演者
- 能條愛未
- 美麗

## エピソード
- 能條が新型コロナウイルスの濃厚接触者指定のため、リモートでの出演（2021年7月5日、12日放送）。
- 美麗が病欠のため、能條の単独出演（2021年8月16日、23日放送）。
- 能條の友人朝日奈央がサプライズでコメント出演し、放送当日が誕生日に当たる能條をお祝いした（2021年10月18日放送）。
- 金吾堂製菓とベルクの共同キャンペーン「『金吾堂製菓 presents 能條愛未のパリッとタイム』ボジョレーヌーボー解禁祝い・オンラインイベント」を開催（2021年11月18日）。
- 能條、美麗両名とも、新型コロナウイルスの感染疑いで自宅待機のため、リモートでの出演（2022年1月31日、2月7日、14日、21日放送）。

## 放送時間
| 放送期間                    | 放送時間             | 放送局     | 対象地域   | 備考     |
| --------------------------- | -------------------- | ---------- | ---------- | -------- |
| 2021年6月7日 -2022年5月30日 | 月曜日 20:00 - 20:30 | InterFM897 | 関東広域圏 | 録音放送 |